# ازل (فرانسه)
اِزِل (به فرانسوی: Aizelles) یک کمون در فرانسه است که در پیکاردی واقع شده‌است.

## خصوصیات
اِزِل ۴٫۸۸ کیلومترمربع مساحت و ۱۱۲ نفر جمعیت دارد و ۷۵ متر بالاتر از سطح دریا واقع شده‌است.